# Satyrium sassanides
Satyrium sassanides is een vlinder uit de familie van de Lycaenidae. De wetenschappelijke naam van de soort werd als Thecla sassanides in 1850 gepubliceerd door Kollar.